# Upogebia tipica
Upogebia tipica is een tienpotigensoort uit de familie van de Upogebiidae. De wetenschappelijke naam van de soort is voor het eerst geldig gepubliceerd in 1869 door Nardo.